# 耿延强
耿延强（1967年12月—），男，汉族，安徽合肥人，中华人民共和国政治人物。

## 生平
1988年6月加入中国共产党。1990年7月毕业于安徽师范大学汉语言文学专业，留校任中文系政治辅导员。1993年7月起，历任合肥高新技术产业开发区管委会办公室秘书，合肥市政府办公厅综合处科员，合肥市政府办公厅秘书三室副主任，合肥市政府办公厅秘书六室副主任（正科），合肥市政府办公厅秘书四室副主任（其间于2001年3月至2003年10月在安徽省委党校在职研究生班法学专业学习），合肥市政府办公厅秘书六室主任。2006年6月，任长丰县委常委、县纪委书记。2008年12月起，先后任合肥市招标投标市场管理委员会办公室主任、党组书记；合肥市政府副秘书长，市招标投标监督管理局局长、党组书记。
2011年12月，任合肥市包河区委副书记、区政府区长（其间于2009年3月至2012年7月在中国科学技术大学公共管理专业学习）。2015年11月，任肥东县委书记。2018年3月，任合肥巢湖经济开发区管委会主任（副厅级）、党工委书记，巢湖市委书记。2020年11月，调任安庆市委常委、市纪委书记。2021年1月，兼任安庆市监委主任。